# 漕河泾港
漕河泾港，是上海市浦西南部的一条河道，流经徐汇区与闵行区，河道西接新泾港，流贯漕河泾街道，会穆家塘港后称龙华港，东入黄浦江，是龙华港水系的一部分。

## 河道概况
漕河泾港全长5.5公里，闵行区境内从虹梅路到新泾港全长不到2公里，其余为徐汇段。漕河泾开发区、上海漕河泾地区皆因漕河泾港而得名。2003年，上海对已经黑臭的漕河泾港进行综合治理，人工开挖一条活水河道取代原有的黑臭河浜，是上海河道整治中第一条人工开挖的骨干河道。